# Lacertydy
Lacertydy (obiekty typu BL Lacertae, często nazywane „BL Lac”) – gwiazdopodobne obiekty pozagalaktyczne, charakteryzujące się silnym promieniowaniem w zakresie fal radiowych oraz bardzo szybkimi zmianami jasności i polaryzacji. Podobne cechy wykazuje podgrupa kwazarów – blazary, od których lacertydy odróżnia mniejsze natężenie linii widmowych. Lacertydy uważane są za rodzaj aktywnych jąder galaktyk, których szczególne właściwości spowodowane są skierowaniem strumienia wyrzucanej materii w kierunku obserwatora.
Nazwa pochodzi od pierwszego odkrytego obiektu tego typu – BL Lacertae, który znajduje się w gwiazdozbiorze Jaszczurki. Pierwotnie uznano go za gwiazdę zmienną, dopiero w latach 70. XX wieku poznano jego prawdziwą naturę.